# Minori Suzuki
Minori Suzuki (鈴木 みのり Suzuki Minori?, Tokio, 1 de octubre de 1997) es una seiyū y cantante Japonesa afiliada a Aoni Production y oriunda de la Prefectura de Aichi. Comenzó su carrera en la serie de animación Macross Delta tras ganar una audición para escoger a la voz de la nueva protagonista de la mencionada serie derrotando a 8.000 aspirantes para el papel.

## Carrera
Suzuki aspiró a convertirse en actriz de voz desde su niñez. Durante su época escolar, ella permanecía despierta hasta tarde para ver series de anime que se emitían a media noche. Una vez al año, iba a Tokio para estudiar actuación. En octubre de 2014, los creadores de la franquicia Macross anunciaron que se llevarían a cabo audiciones para escoger a la voz de la nueva protagonista de la -en ese entonces en proceso de producción-, serie de animación Macross Delta y que la ganadora tendría el privilegio de ser la voz de la protagonista principal. Su madre era fan de Macross Frontier, y teniendo conocimiento del sueño de Suzuki de estar involucrada en el mundo del entretenimiento, la convenció para entrar a la audición. Habiendo sido inspirada por su fanatismo a Megumi Nakajima, seiyuu del personaje Ranka Lee de la serie Macross Frontier, Suzuki audicionó para el papel en Macross Delta y en el año 2015 fue declarada la ganadora derrotando a otras 8000 participantes. Ella recibió el papel principal de Freyja Wion, una integrante del grupo ficticio idol Walküre.
El primer sencillo de Walküre que incluye el primer tema de apertura de la serie "Ichido Dake no Koi Nara" (一度だけの恋なら "Si pudiera amar otra vez"?) y el tema de cierre "Rune ga Pikatto Hikattara" (ルンがピカッと光ったら?  "Cuando la Runa brilla"), así como la canción "Ikenai Borderline" (いけないボーダーライン?  "Frontera prohibida"), fue lanzado el 11 de mayo de 2016.
En julio de 2017, Suzuki y la coprotagonista de Macross Delta JUNNA fueron invitadas al Anime Expo en Los Ángeles. Está previsto que Suzuki haga su debut en solitario en 2018 cuando interprete el tema de apertura de la serie de televisión de anime Ramen Daisuki Koizumi-san.

### Vida personal
Suzuki ha confesado que sus inspiraciones para convertirse en Seiyuu y cantante son los artistas Maaya Sakamoto, Megumi Nakajima, Nagi Yanagi y la agrupación Galileo Galilei respectivamente. Particularmente admira mucho a Megumi Nakajima después de que participara en uno de los eventos de toma de manos de ella.

## Filmografía

### Anime

#### Series de animación
- Los roles protagónicos o de importancia están escritos en negritas.

2016
- Macross Delta - Freyja Wion

2017
- KiraKira PreCure A La Mode - Niño (episodios 18, 49)
- Ou-sama Game: The Animation - Nami Hirano

2018
- Cardcaptor Sakura Clear Card-hen - Akiho Shinomoto
- Chio-chan no Tsugakuro - Momo Shinozuka
- Grandcrest Senki - Ema
- Kakuriyo no Yadomeshi - Mei y Kei

2019
- To Aru Majutsu no Index III - Floris
- Kochoki Wakaki Nobunaga - Ikoma Kitsuno

2020
- Show by Rock!! Mashumairesh!! - Uiui

2021
- Show by Rock!! Stars!! - Uiui
- Magia Record Season 2 - Rumor del Sakura Eterno (voz, episodio 4)

2022
- Deaimon - Mitsuru Horikawa
- Kuro no Shōkanshi - Sera
- Yūsha, Yamemasu - Dianette

2023
- Pokémon Horizons - Liko
- Pluto - Uran
- Sugar Apple Fairy Tale - Benjamin
- Sukinako ga Megane wo Wasureta - Maho Tōyama

2024
- Gimai Seikatsu - Shiori Yomiuri
- Maō-sama, Retry! R - Mink

2025
- Zenshū - Memmeln

#### Películas
- Macross Delta: Gekijō no Walküre: Freyja Wion
- Macross Delta: Zettai Live!!!!: Freyja Wion

### Videojuegos
| Año                      | Título                                            | Papel                                      | Notas | Fuentes       |
| ------------------------ | ------------------------------------------------- | ------------------------------------------ | ----- | ------------- |
| 20 de octubre de 2016    | Macross Delta Scramble                            | Freyja Wion                                |       |               |
| 12 de enero de 2017      | Danganronpa V3: Killing Harmony                   | Angie Yonaga                               |       | [ 10 ] [ 11 ] |
| 20 de octubre de 2017    | THE iDOLM@STER CINDERELLA GIRLS                   | Hajime Fujiwara                            |       | [ 12 ]        |
| 19 de marzo de 2018      | Tokimeki Idol                                     | Minato Tsukishima                          |       | [ 13 ]        |
| 25 de marzo de 2019      | Magia Record                                      | Sakurako Hiiragi / Rumor del Sakura Eterno |       |               |
| 1 de mayo de 2019        | Arknights \|\| Sora                               |                                            |       |               |
| 20 de septiembre de 2020 | Project Sekai: Colorful Stage! feat. Hatsune Miku | Ena Shinonome                              |       | [ 14 ]        |

## Discografía
| Año  | Título | Álbum                      | Fecha de Lanzamiento | Fuentes |
| ---- | --- | -------------------------- | -------------------- | ------- |
| 2016 | "Macross Delta (Anime)" Temas de apertura y cierre: Ichido dake no Koi nara / Run ga Pikatto Hikattara                 | Walkure Attack             | 11 de mayo de 2016   |         |
| 2016 | Zettai Reido Novatic                                                                                                   | Walkure Trap               | 10 de agosto de 2016 |         |
| 2018 | FEELING AROUND | Primer sencillo individual | 24 de enero de 2018  | [ 15 ]  |
| 2018 | Tema de cierre de "Cardcaptor Sakura Clear Card-hen"/ Tema de apertura de la serie "Amanchu Advance": Rewind/Crosswalk | Primer sencillo individual | 9 de mayo de 2018    |         |

| Año  | Título                            | Detalles                                                        | Comentarios y referencias |
| ---- | --------------------------------- | --------------------------------------------------------------- | ------------------------- |
| 2016 | Walkure Attack                    | Fecha de Lanzamiento: 6 de julio de 2016 Sello: FlyingDog       |                           |
| 2016 | Walkure Trap                      | Fecha de lanzamiento: 28 de septiembre de 2016 Sello: FlyingDog | [ 16 ]                    |
| 2017 | Walkure ga Tomaranai              | Fecha de Lanzamiento: 25 de enero de 2017 Sello: FlyingDog      |                           |
| 2018 | Walkure wa Uragiranai             | Fecha de lanzamiento: 14 de febrero de 2018 Sello: FlyingDog    |                           |
| 2018 | Miru mae ni tobe! (見る前に飛べ!) | Fecha de lanzamiento: 19 de diciembre de 2018 Sello: FlyingDog  |                           |